# Luizen
Luis of luizen is een verzamelnaam voor meerdere soorten dieren, zowel insecten als niet tot deze klasse behorende dieren.
De benaming luis of luizen wordt vaak gebruikt voor leden van de meer dan 3000 leden tellende groep van vleugelloze insecten van de familie van de superorde dierluizen (Phthiraptera); tot deze supergroep behoren de Anoplura, ook wel stekende luizen genoemd, waarvan drie soorten ziekten kunnen overbrengen op de mens, namelijk de schaamluis, de hoofdluis en de kleerluis. Veel andere leden van de superorde dierluizen zijn eveneens ectoparasieten die leven op vrijwel iedere vogel- en zoogdierensoort.
De benaming wordt daarnaast ook gebruikt voor leden van de orde stofluizen; de stofluizen zijn niet verwant aan de dierluizen of de bladluizen, maar vormen een oude en primitieve orde die stamt uit het Perm, zo'n 295 tot 248 miljoen jaar geleden. Stofluizen leven in een vochtige omgeving; dat is in de natuur onder andere in boomstammen en vogelnesten en binnenshuis in matrassen, rieten meubelen, boeken en afgewerkte spaanplaten.
Een derde groep die tot de luizen gerekend wordt is die der Mallophaga; dit zijn vleugelloze insecten die soms ook wel tot de superorde Phthiraptera worden gerekend en die leven van huidresten, haren en veren. Hierdoor worden zij tot de ectoparasieten gerekend.
Een vierde groep is die der bladluizen (Aphidoidea) die niet nauw verwant zijn aan bovenstaande groepen. Een bekende soort, die voor mensen van economisch belang kan zijn, is de Cochenilleluis, uit Mexico,  waarvan de kleurstof (cochenille of karmijn) wordt gewonnen. In Nederland veroorzaken bladluizen veel schade in de land- en tuinbouw. Soorten die berucht zijn om de schade die zij aan cultuurgewassen aanrichten, zijn onder meer de groene perzikluis, vooral door het overbrengen van plantenvirussen zoals het Sharka-virus, en de zwarte bonenluis door het overdragen van virussen en de productie van honingdauw waarop zwarte schimmels kunnen gaan groeien.

## Geen luizen
Daarnaast is de benaming luis een informele naam die in de Nederlandse taal soms ten onrechte aan een aantal diersoorten wordt gegeven die verder weinig met de luis te maken hebben. Voorbeelden hiervan zijn de karperluis die geen luis is, maar tot de kreeftachtigen behoort en de bloedluis, die tot de familie der mijten behoort. Ook de eencellige poliepenluis behoort niet tot de luizen. De wandluis, die tot de wantsen behoort, valt weliswaar onder de grote groep der halfvleugeligen, waartoe ook de bladluis behoort, maar is geen luis.

## Indeling van luizen
Binnen de insecten wordt de naam luis gegeven aan leden van vier orden of onderorden:
- orde: Psocoptera, stofluizen, die dood plantaardig materiaal eten
- superorde: Phthiraptera, bijtende luizen op dieren
  - Mallophaga (luizen op vogels), niet meer gebruikt taxon, hiertoe behoren families uit de volgende onderordes:
    - Onderorde Rhyncophthirina
    - Onderorde Ischnocera
    - Onderorde Amblycera

  - Onderorde Anoplura

en de veel minder verwante bladluizen (Aphidoidea):
- Hemiptera
  - Heteroptera (wantsen)
  - Homoptera
    - Auchenorrhyncha
    - Sternorrhyncha
      - bladluizen

Echte luizen
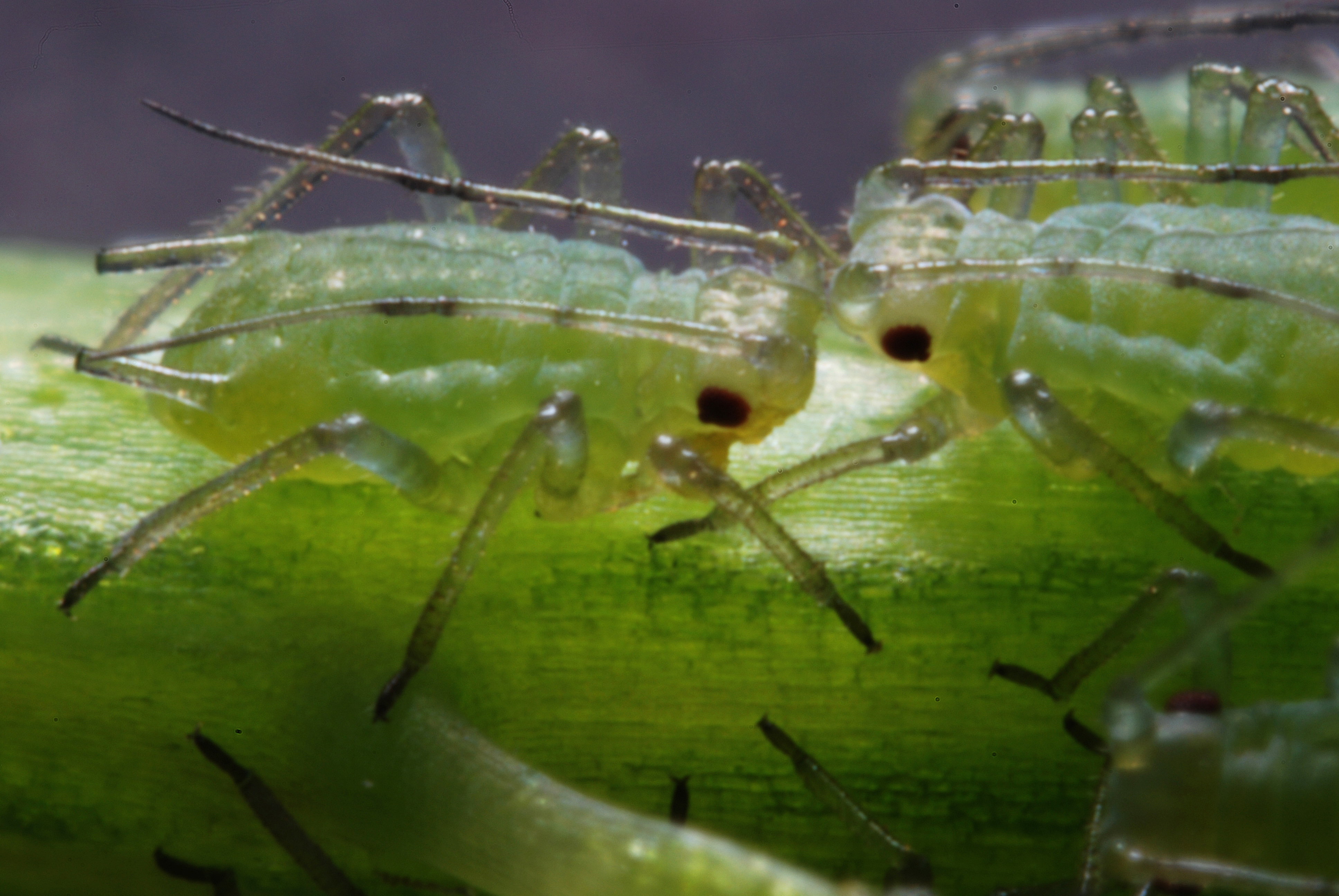
Bladluizen
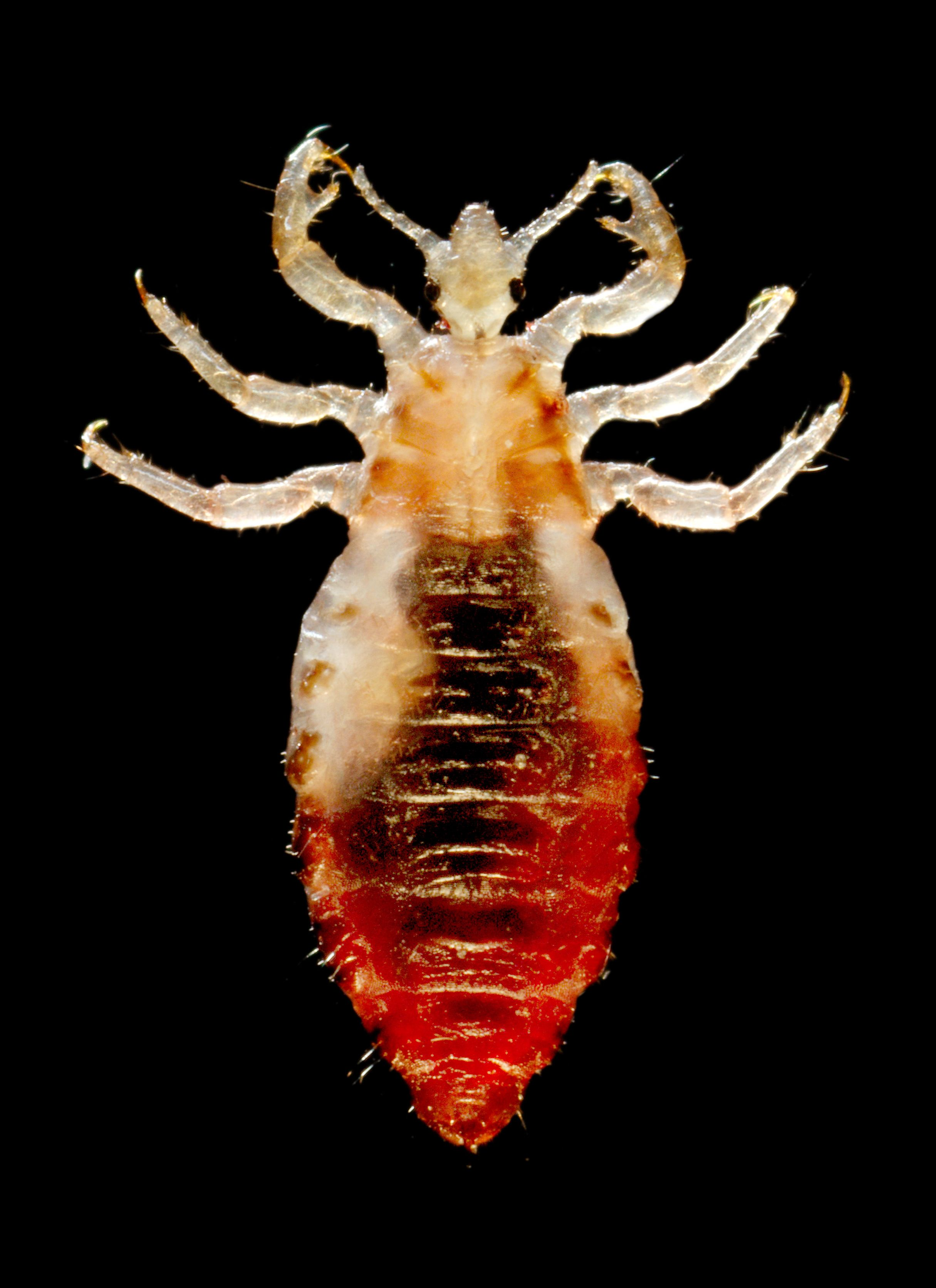
Kleerluis
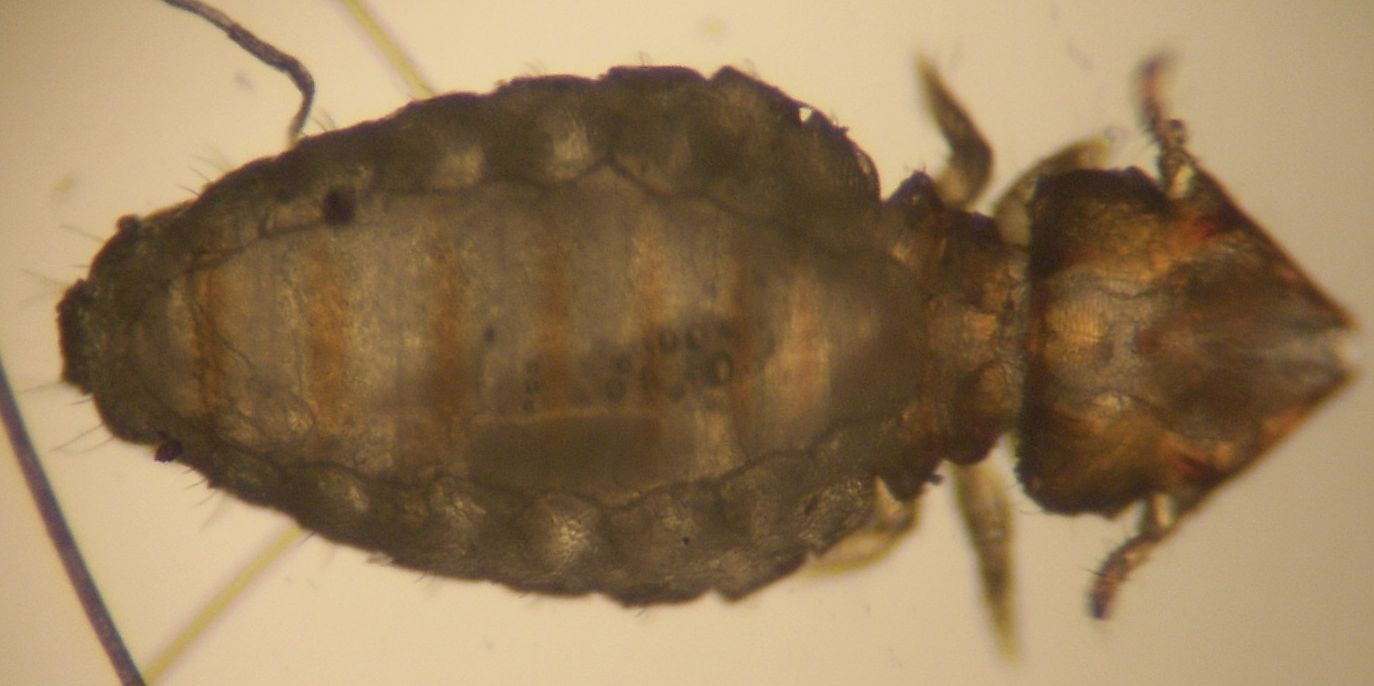
Kattenluis

## Luizen in het Nederlandse spraakgebruik
De benamingen luis en luizen komt in het Nederlandse taalgebruik onder meer voor als:
- Een luizenleven.
- Leven als een luis op een zeer hoofd.
- Hij zit in de luizen.
- Zo arm als een luis.
- Zo kaal als een luis.
- Hij heeft een luizenbaan.
- Beter een luis in de pot dan helemaal geen vlees.
- Men kan van een luis niet meer nemen dan zijn leven.
- Magere luizen bijten het hardst.
- Hij heeft nog geen luis om dood te drukken.
- Een luis in de pels zijn.

Onechte luizen
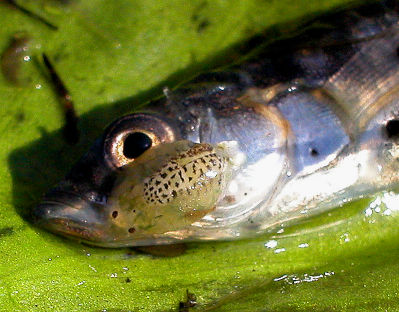
Karperluis
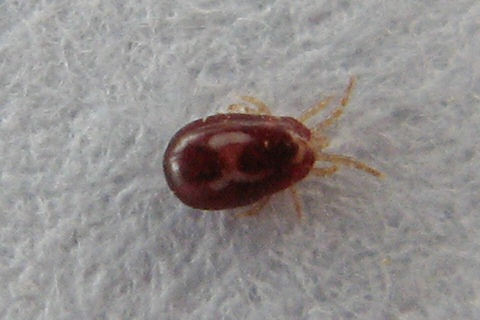
Bloedluis
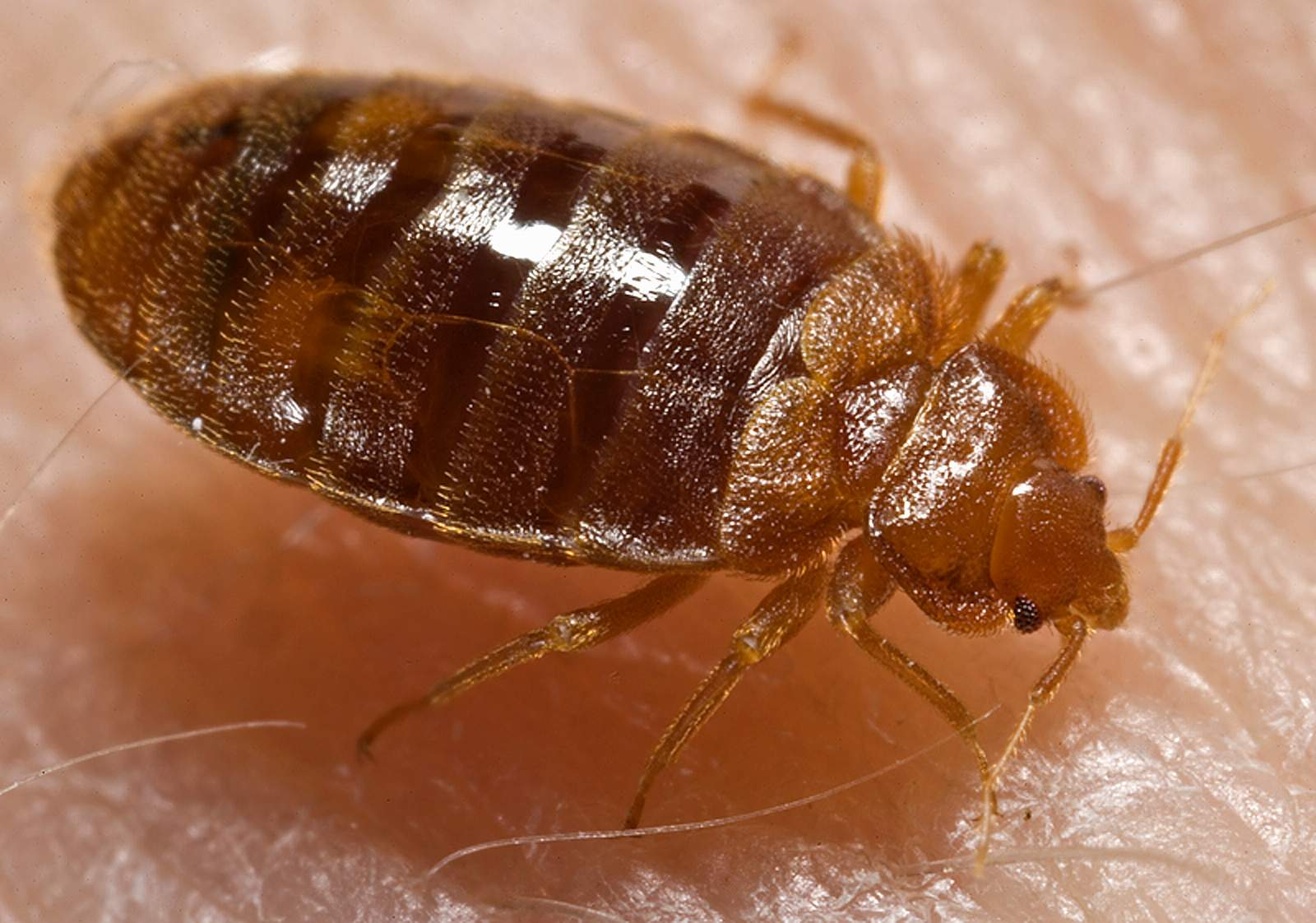
Wandluis